# Krisztián Palkovics
Krisztián Palkovics (né le 10 juillet 1975 à Székesfehérvár en Hongrie) est un joueur professionnel de hockey sur glace hongrois.

## Biographie

### Carrière en club
Depuis 1993, il joue dans le club d'Alba Volán Székesfehérvár, dans le Championnat de Hongrie de hockey sur glace. En 2007, son équipe intègre l'EBEL, l'élite autrichienne. Depuis le début de sa carrière, il formait un duo prolifique avec le centre Gábor Ocskay. Le 25 mars 2009, son meilleur équipier décède d'une crise cardiaque. Quelques jours après avoir décroché un neuvième titre national avec Volan.

### Carrière internationale
Depuis 1993, il représente l'équipe de Hongrie de hockey sur glace. Il a participé à 15 championnats du monde. En 2008, il est l'un des artisans de la montée de la Hongrie en élite pour l'édition 2009. Quelques semaines avant l'échéance, son coéquipier en club et en sélection Gábor Ocskay décède d'une crise cardiaque. La Hongrie joue en sa mémoire mais elle termine seizième et dernière. Au cours de la compétition, l'entraîneur Pat Cortina associe Szélig à János Vas et Dániel Fekete. Elle est reléguée en division 1.

## Trophées et honneurs personnels

### Borsodi Liga
- 1992-1993 : élu junior de la saison.
- 1993-1994 : élue recrue de la saison.
- 1995-1996 : élu meilleur attaquant.
- 1997-1998 : élu joueur le plus habile.
- 1998-1999 : élu meilleur attaquant.
- 1999-2000 : élu meilleur attaquant.
- 2000-2001 : élu joueur le plus habile.
- 2006-2007 : élu joueur le plus habile.

### EBEL
- 2007-2008: Sélectionné dans l'équipe des meilleurs étrangers pour le Match des étoiles.

### Championnat du monde junior de hockey sur glace
- 1993 : élu meilleur attaquant du groupe C.
- 1995 : meilleur passeur du groupe C.

### Championnat du monde de hockey sur glace
- 2008 : élu meilleur attaquant de la division 1B.
- 2008 : meilleur buteur de la division 1B.

## Statistiques
| Saison    | Équipe                    | Ligue           |    | Saison régulière | Saison régulière | Saison régulière | Saison régulière | Saison régulière |   | Séries éliminatoires | Séries éliminatoires | Séries éliminatoires | Séries éliminatoires | Séries éliminatoires |
| Saison    | Équipe                    | Ligue           | PJ | B                | A                | Pts              | Pun              | PJ               | B | A                    | Pts                  | Pun                  |                      |                      |
| 1993-1994 | Alba Volan Székesfehérvár | Borsodi Liga    | 20 | 19               | 8                | 27               |                  |                  |   |                      |                      |                      |                      |                      |
| 1994-1995 | Alba Volan Székesfehérvár | Borsodi Liga    | 23 | 18               | 15               | 33               |                  |                  |   |                      |                      |                      |                      |                      |
| 1995-1996 | Alba Volan Székesfehérvár | Borsodi Liga    | 25 | 24               | 17               | 41               | 96               |                  |   |                      |                      |                      |                      |                      |
| 1996-1997 | Alba Volan Székesfehérvár | Borsodi Liga    | 28 | 28               | 20               | 48               | 6                |                  |   |                      |                      |                      |                      |                      |
| 1997-1998 | Alba Volan Székesfehérvár | Borsodi Liga    | 21 | 16               | 23               | 39               | 32               |                  |   |                      |                      |                      |                      |                      |
| 1998-1999 | Alba Volan Székesfehérvár | Borsodi Liga    | 28 | 21               | 29               | 50               | 40               |                  |   |                      |                      |                      |                      |                      |
| 1999-2000 | Alba Volan Székesfehérvár | Interliga       | 30 | 25               | 19               | 44               | 6                |                  |   |                      |                      |                      |                      |                      |
| 1999-2000 | Alba Volan Székesfehérvár | Borsodi Liga    | 18 | 18               | 18               | 36               | 14               |                  |   |                      |                      |                      |                      |                      |
| 2000-2001 | Alba Volan Székesfehérvár | Interliga       | 15 | 16               | 18               | 34               | 2                | 4                | 2 | 4                    | 6                    |                      |                      |                      |
| 2000-2001 | Alba Volan Székesfehérvár | Borsodi Liga    | 18 | 18               | 13               | 31               | 4                |                  |   |                      |                      |                      |                      |                      |
| 2001-2002 | Alba Volan Székesfehérvár | Interliga       | 17 | 21               | 12               | 33               | 6                |                  |   |                      |                      |                      |                      |                      |
| 2001-2002 | Alba Volan Székesfehérvár | Borsodi Liga    | 7  | 6                | 4                | 10               | 2                |                  |   |                      |                      |                      |                      |                      |
| 2002-2003 | Alba Volan Székesfehérvár | Interliga       | 16 | 17               | 9                | 26               | 0                |                  |   |                      |                      |                      |                      |                      |
| 2002-2003 | Alba Volan Székesfehérvár | Borsodi Liga    | 15 | 16               | 11               | 27               | 24               |                  |   |                      |                      |                      |                      |                      |
| 2003-2004 | Alba Volan Székesfehérvár | Interliga       | 21 | 13               | 8                | 21               | 2                |                  |   |                      |                      |                      |                      |                      |
| 2003-2004 | Alba Volan Székesfehérvár | Borsodi Liga    | 18 | 17               | 15               | 32               | 10               |                  |   |                      |                      |                      |                      |                      |
| 2004-2005 | Alba Volan Székesfehérvár | Interliga       | 14 | 4                | 6                | 10               | 0                |                  |   |                      |                      |                      |                      |                      |
| 2004-2005 | Alba Volan Székesfehérvár | Borsodi Liga    | 12 | 7                | 8                | 15               | 0                |                  |   |                      |                      |                      |                      |                      |
| 2005-2006 | Alba Volan Székesfehérvár | Interliga       | 24 | 21               | 13               | 34               | 4                | 8                | 1 | 1                    | 2                    | 4                    |                      |                      |
| 2005-2006 | Alba Volan Székesfehérvár | Borsodi Liga    | 10 | 7                | 7                | 14               | 2                | 8                | 8 | 6                    | 14                   | 2                    |                      |                      |
| 2006-2007 | Alba Volan Székesfehérvár | Borsodi Liga    | 19 | 23               | 21               | 44               | 6                |                  |   |                      |                      |                      |                      |                      |
| 2006-2007 | Alba Volan Székesfehérvár | Interliga       | 24 | 19               | 13               | 32               | 8                |                  |   |                      |                      |                      |                      |                      |
| 2007-2008 | Alba Volán Székesfehérvár | EBEL            | 42 | 20               | 17               | 37               | 14               |                  |   |                      |                      |                      |                      |                      |
| 2007-2008 | Alba Volán Székesfehérvár | Borsodi Liga    | 3  | 3                | 2                | 5                | 6                | 9                | 8 | 13                   | 21                   | 4                    |                      |                      |
| 2008-2009 | Alba Volán Székesfehérvár | EBEL            | 42 | 20               | 17               | 37               | 14               |                  |   |                      |                      |                      |                      |                      |
| 2008-2009 | Alba Volán Székesfehérvár | OB I. Bajnokság | 3  | 3                | 2                | 5                | 6                | 9                | 8 | 13                   | 21                   | 4                    |                      |                      |
| 2009-2010 | Alba Volán Székesfehérvár | EBEL            | 54 | 24               | 26               | 50               | 30               | 4                | 3 | 3                    | 6                    | 0                    |                      |                      |
| 2009-2010 | Alba Volán Székesfehérvár | OB I. Bajnokság |    |                  |                  |                  |                  | 7                | 7 | 8                    | 15                   | 12                   |                      |                      |
| 2010-2011 | Alba Volán Székesfehérvár | EBEL            | 51 | 25               | 26               | 51               | 20               |                  |   |                      |                      |                      |                      |                      |
| 2010-2011 | Alba Volán Székesfehérvár | OB I. Bajnokság |    |                  |                  |                  |                  | 7                | 7 | 4                    | 11                   | 8                    |                      |                      |
| 2011-2012 | Alba Volán Székesfehérvár | EBEL            | 50 | 16               | 33               | 49               | 8                | 6                | 0 | 3                    | 3                    | 2                    |                      |                      |
| 2011-2012 | Alba Volán Székesfehérvár | OB I. Bajnokság | 0  | 0                | 0                | 0                | 0                | 5                | 2 | 5                    | 7                    | 0                    |                      |                      |